# Клифтон-Пич, Дайана
Дайана Клифтон-Пич (англ. Diana Cynthia Clifton-Peach  ; 17 марта 1944 года, Бромли, Великобритания) — фигуристка из Великобритании, неоднократная участница чемпионатов мира и чемпионатов Европы, трёхкратная чемпионка Великобритании, участница Олимпийских игр 1964 в женском одиночном катании.

## Спортивные достижения
| Соревнования/Сезоны       | 1956 | 1957 | 1958 | 1959 | 1960 | 1961 | 1962 | 1963 | 1964 | 1965 | 1966 |
| ------------------------- | ---- | ---- | ---- | ---- | ---- | ---- | ---- | ---- | ---- | ---- | ---- |
| Зимние Олимпиады          |      |      |      |      |      |      |      |      | 18   |      |      |
| Чемпионаты мира           | 12   |      | 5    |      |      | *    |      | 11   |      | 11   |      |
| Чемпионаты Европы         | 6    | 4    | 4    | 9    |      | 9    | 5    | 6    | 6    | 6    | 5    |
| Чемпионаты Великобритании |      |      | 1    | 2    |      | 1    | 2    | 1    |      |      | 2    |

- * WD = Чемпионат мира отменён из-за авиакатастрофы 15 февраля 1961 года